# Simen Agdestein
Simen Agdestein (Asker, 15 mei 1967) is een Noors schaker en voormalig voetballer.
In 1982, toen hij vijftien jaar oud was, werd hij voor het eerst Noors kampioen in de seniorenklasse, het jaar erna werd hij meester op internationaal niveau en in 1985, op 17-jarige leeftijd, werd hij tot internationaal grootmeester uitgeroepen. Tot de komst van Magnus Carlsen werd hij gezien als de sterkste Noorse schaker.
In de jaren tachtig domineerde hij de Noordse en Noorse kampioenschappen, met zijn ondernemende en inventieve manier van spelen.
Internationaal viel hij op door zijn vroege overwinningen. In het wereldkampioenschap voor junioren in 1986 eindigde hij op de tweede plaats achter Walter Arencibia, maar voor Jevgeni Barejev, Viswanathan Anand en Jeroen Piket. Korte tijd later rees zijn FIDE-rating naar het niveau dat gewoonlijk wordt gezien als dat van een 'Supergrandmaster' (meer dan 2600), terwijl hij nooit echt doorstootte tot de wereldelite.
In 1988 en 1989 werd Agdestein door jongeren over de hele wereld benijd: hij slaagde erin zowel op topniveau te schaken als een carrière als topvoetballer eropna te houden, hij speelde voor Noorwegen op beide gebieden. In 1993 bereikte hij zijn beste resultaat wat betreft zijn rating: 2630.
Door een knieblessure in het begin van de jaren 90 moest hij stoppen met voetballen (hij speelde toen voor de Noorse voetbalclub Lyn). Hij had toen acht interlands voor Noorwegen gespeeld in de A-selectie. De tegenslag was ook zichtbaar in zijn schaakcarrière waar zijn classificatie steevast daalde. In de loop van 1999 keerde het tij en Agdestein ging weer winnen, met een eerste plaats in het Cappelle la Grande toernooi en het winnen van het Isle of Man toernooi in 2003. 
Simen Agdestein werkt bij een sportacademie, waar hij onderwijst in schaak en voetbal. Hij is ook de trainer van het schaaktalent Magnus Carlsen.
- Van 2 t/m 14 juli 2005 speelde hij mee in het toernooi om het kampioenschap van Noorwegen en eindigde daar met 7 uit 9 op een gedeelde eerste plaats met Magnus Carlsen. Op 7 en 8 november 2005 werden twee partijen gespeeld om tot een kampioen te komen: uitslag 1-1. Op 9 november volgde een tie-break en deze rapid-partij eindigde in remise. Op 10 november viel de beslissing: Agdestein won de rapid partijen met 3.5 - 2.5 en is dus kampioen van Noorwegen.

## Openingen
Als een speler die graag opent (met wit speelt), toont hij een voorkeur voor de openingen met de damepion, terwijl hij met zwart de Spaanse opening, de Hollandse opening en andere halfopen spelen prefereert.

## Voetbalinterlands
| No. | Datum      | Locatie                      | Wedstrijd                     | Uitslag | Type              | Minuten | Goals |
| --- | ---------- | ---------------------------- | ----------------------------- | ------- | ----------------- | ------- | ----- |
| 1   | 19/10/1988 | Pescara, Italië              | Italië – Noorwegen            | 2 – 1   | Vriendschappelijk | 90'     | —     |
| 2   | 02/11/1988 | Limassol, Cyprus             | Cyprus – Noorwegen            | 0 – 3   | WK-kwalificatie   | 90'     | —     |
| 3   | 04/11/1988 | Bratislava, Tsjechoslowakije | Tsjecho-Slowakije – Noorwegen | 3 – 2   | Vriendschappelijk | 90'     | 53'   |
| 4   | 22/02/1989 | Athene, Griekenland          | Griekenland – Noorwegen       | 4 – 2   | Vriendschappelijk | 69'     | —     |
| 5   | 21/05/1989 | Oslo, Noorwegen              | Noorwegen – Cyprus            | 3 – 1   | WK-kwalificatie   | 61'     | —     |
| 6   | 31/05/1989 | Oslo, Noorwegen              | Noorwegen – Oostenrijk        | 4 – 1   | Vriendschappelijk | 73'     | —     |
| 7   | 14/06/1989 | Oslo, Noorwegen              | Noorwegen – Joegoslavië       | 1 – 2   | WK-kwalificatie   | 63'     | —     |
| 8   | 05/09/1989 | Oslo, Noorwegen              | Noorwegen – Frankrijk         | 1 – 1   | WK-kwalificatie   | 75'     | —     |